# Amastra cornea
Amastra cornea foi uma espécie de gastrópodes da família Amastridae.
Foi endémica dos Estados Unidos da América.